# Jeźdźcy wilków
Jeźdźcy wilków (oryg. ang. Wolf Riders) – zbiór opowiadań po redakcją Davida Pringle’a. Fabuła osadzona jest w świecie Wahammera. 
Zawiera 8 opowiadań różnych autorów:
1. Jeźdźcy Wilków (Wolf Riders) – William King
2. Szczur Tileański (The Tilean Rat) – Sandy Mitchell
3. Fantom Yremy (The Phantom of Yremy) – Brian Craig
4. Krzyk Bestii (Cry of the Beast) – Ralph T. Castle
5. Nie Ma Złota W Szarych Górach (No Gold in the Grey Mountains) – Jack Yeovil
6. Gwiezdny Młot (The Hammer of Stars) – Pete Garratt
7. Wielka Menażeria Pulga (Pulg's Grand Carnival) – Simon Ounsley
8. Szlak Wiedźmołapa (The Way of Witchfinder) – Brian Craig

Tłumaczenie polskie Anny Celikowskiej i Sławomira Kędzierskiego ukazało się nakładem Wydawnictwa MAG (Warszawa 1995). Było pierwszą książką z opowiadaniami do świata gry fabularnej opublikowaną po polsku. W tytułowym opowiadaniu po raz pierwszy pojawiają się kanoniczni bohaterowie Warhammera, krasnolud Gotrek Gurnisson oraz jego przyjaciel, człowiek Felix Jaeger, bohaterowie cyklu Przygody Gotreka i Felixa.